# Бекеши, Дьёрдь фон
Дьёрдь фон Бе́кеши (Джордж) (венг. Békésy György; нем. Georg von Békésy; 3 июня 1899, Будапешт — 13 июня 1972, Гонолулу, Гавайи, США) — венгерско-американский физик, биофизик и физиолог, лауреат Нобелевской премии в области медицины 1961 года. 
Член Национальной академии наук США (1956), Американской академии искусств и наук, германской академии естествоиспытателей «Леопольдина» (1962). По национальности венгр.

## Биография
Учился в университете в Берне, окончил университет в Будапеште (1923), работал в Будапеште, Берлине, Стокгольме. С 1947 года в США.

## Основные работы
Основные труды по биофизике и физиологии слуха. Открыл закономерности колебаний базилярной мембраны улитки внутреннего уха при действии звука и сформулировал теорию первичного амплитудно-частотного анализа звуков в органе слуха. Изучал передачу звука в среднем ухе. Предложил метод и прибор оценки слуха человека, порога различения слуха (аудиометр Бекеши). Исследования по костной проводимости звука, пространственному слуху и контрасту восприятия в сенсорных системах.

## Сочинения
- Experiments in hearing, N. Y., 1960
- Sensory inhibition, N. Y., 1967

## Память
В 1979 г. Международный астрономический союз присвоил имя фон Бе́кеши кратеру на обратной стороне Луны.